# 前原町 (宮崎市)
前原町（まえばるちょう）とは、宮崎県宮崎市内の地名。檍地域自治区に属している。郵便番号は880-0863。

## 地理
宮崎市の中心部、檍地域自治区に属する。北・東を潮見町、南を出来島町、西を永楽町に囲まれた非常に小さい住宅地である。

## 歴史
- 昭和20年頃 - 瀬頭町から前原町が成立。

## 世帯数と人口
2023年（令和5年）9月1日現在の世帯数と人口は以下の通りである。
| 町丁   | 世帯数 | 人口 |
| ------ | ------ | ---- |
| 前原町 | 37世帯 | 65人 |

## 小・中学校の学区
市立小・中学校に通う場合、学区は以下の通りとなる。
| 町名   | 小学校             | 中学校             |
| ------ | ------------------ | ------------------ |
| 前原町 | 宮崎市立潮見小学校 | 宮崎市立宮崎中学校 |